# Структурный тип меди

Расположение атомов

Структурный тип меди — один из основных структурных типов для простых веществ — металлов. В системе обозначений Strukturbericht тип записывается символами A1, в системе Символ Пирсона — cF4.
Этот структурный тип обладает кубической гранецентрированной элементарной ячейкой, пространственная группа Fm3m (№ 225 в Международных кристаллографических таблицах, Oh5 по Шёнфлису). Расположение атомов в структурном типе меди соответствует кубической (трёхслойной) плотнейшей шаровой упаковке одинаковых атомов. Координационное число каждого атома — 12, координационный полиэдр — кубооктаэдр. Структура представляет собой структуру Браве, то есть атомы расположены в узлах соответствующей решётки Браве.

## Вещества
В связи с большим координационным числом структура характерна для веществ с ненаправленными химическими связями, а именно для металлов. Структура при нормальных условиях присуща следующим простым веществам: алюминий, кальций, никель, медь, стронций, родий, палладий, серебро, церий, иттербий, иридий, платина, золото, свинец, актиний, торий, а также сплавам на их основе со статистическим расположением атомов.

## Родственные структуры
Другие структуры, соответствующие плотнейшей шаровой упаковке: двухслойная (гексагональная) — структурный тип магния, четырёхслойная — структурный тип α-лантана.
Искажённому структурному типу меди соответствует структурный тип α-ртути.
При формальном добавлении атомов другого типа по серединам рёбер и в центр элементарной ячейки (это соответствует заполнению всех октаэдрических пустот) можно получить структурный тип хлорида натрия.